# .kn
.kn е интернет домейн от първо ниво за Сейнт Китс и Невис. Администрира се от Университета на Пуерто Рико. Представен е през 1991 г.

## Домейни от второ ниво
- NET.KN
- ORG.KN
- EDU.KN
- GOV.KN